# Barbara Bardzka
Barbara Bardzka (właśc. Barbara Rómmel, wyst. też jako Barbara Bardzka-Mędrkiewicz; ur. 27 stycznia 1926 w Warszawie, zm. 4 sierpnia 1996 w Lublinie) – polska aktorka teatralna. Absolwentka Wydziału Wokalnego Konserwatorium Muzycznego w Łodzi (1951), w 1953 roku zdała egzamin eksternistyczny. Pracowała też czasami jako asystentka reżysera.

## Praca w teatrze
Zadebiutowała rolą Żermeny w spektaklu Dzwony kornewilskie Planquette’a w Połączonych Teatrach Muzycznych w Łodzi. W tym samym roku została aktorką Teatru im. Aleksandra Węgierki w Białymstoku, gdzie występowała do roku 1958. Następnie przeniosła się do Rzeszowa i tam – w latach 1958–1962 grała w Teatrze im. Wandy Siemaszkowej, a potem w latach 1962–1966 była aktorką Teatru Polskiego w Bielsku-Białej. W latach 1966–1972 ponownie występowała w Białymstoku, w tamtejszym Teatrze Dramatycznym im. Węgierki, a następnie znowu w rzeszowskim Teatrze im. Siemaszkowej (1972–1983). W latach 1983–1985 pracowała jako aktorka w Teatrze im. Juliusza Osterwy w Lublinie. Ostatnim miejscem pracy był po raz kolejny Teatr im. Siemaszkowej w Rzeszowie.

### Spektakle teatralne
- 1951 – Zielony gil jako Dona Inez (reż. Lidia Wysocka)
- 1952 – Zwycięstwo jako Halina Nowak (reż. Władysław Szypulski)
- 1952 – Konkurenci jako Mari (reż. Janusz Warnecki, Tadeusz Kozłowski)
- 1952 – Sprawa rodzinna jako Halina Gąsowska (reż. Zdzisław Janiak)
- 1952 – Rewizor jako Gość (reż. W. Szypulski)
- 1953 – Pan Geldhab jako Flora (reż. T. Kozłowski)
- 1953 – Przyjedźcie do Dzwonkowa jako Arina (reż. Zbigniew Sawan)
- 1953 – Grzech jako Stójkowy (reż. Wanda Laskowska)
- 1954 – Ruchome piaski jako Hania (reż. Alina Jakubowska)
- 1954 – Sprawiedliwi ludzie jako Edwarda (reż. W. Szypulski)
- 1954 – Dom na Twardej jako Zuza (reż. Krystyna Wydrzyńska)
- 1954 – Młodość ojców jako Marusia (reż. W. Szypulski)
- 1954 – Imieniny pana dyrektora jako Sekretarka Zuzia (reż. Karol Borowski)
- 1954 – Porwanie Sabinek jako Anulka (reż. Helena Gruszecka)
- 1955 – Arszyn Mał Ałan jako Asja (reż. Stanisław Cegielski)
- 1955 – Późna miłość jako Wdowa Lebiedkina (reż. T. Kozłowski)
- 1956 – Szelmostwa Skapena jako Hiacynta (reż. Andrzej Witkowski)
- 1956 – Achilles i panny jako Alfa (reż. K. Borowski)
- 1957 – Romeo i Janeczka jako Julia (reż. Przemysław Zieliński)
- 1957 – Wesołe kumoszki z Windsoru jako pani Page (reż. P. Zieliński)
- 1957 – Wesele jako Haneczka (reż. Irena Górska)
- 1958 – Madama Sans-Gene jako Księżniczka Eliza (reż. Irena Ładosiówna)
- 1958 – Dudek jako Maggy Soldignac (reż. I. Ładosiówna)
- 1958 – Sen nocy letniej jako Hermia (reż. I. Górska)
- 1958 – Otello jako Bianka (reż. Stefan Winter)
- 1959 – Czarująca szewcowa jako Szewcowa (reż. Maria Straszewska)
- 1959 – Fantazy jako Helenka (reż. Bolesław Smela)
- 1959 – Wojna i pokój jako Liza (reż. S. Winter)
- 1960 – Pierwszy dzień wolności jako Inga (reż. Ireneusz Erwan)
- 1960 – Ostrożnie z małżeństwem jako Anna (reż. K. Wydrzyńska)
- 1961 – Pigmalion jako Eliza; Pokojowa (reż. S. Winter)
- 1961 – Wieczór Trzech Króli jako Viola (reż. Stanisława Zbyszewska)
- 1961 – Hotel Astoria jako Linda (reż. S. Winter)
- 1961 – Alkad z Zalamei jako Ines (reż. S. Winter)
- 1962 – Księżniczka Turandot jako Niewolnica Adelma (reż. I. Erwan)
- 1963 – Don Juan Tenorio jako Brygida (reż. Andrzej Uramowicz)
- 1963 – Majtki jako Deuter (reż. P. Zieliński)
- 1963 – Jaśnie Pan Nikt jako Beatrycze (reż. Mieczysław Górkiewicz)
- 1964 – Szaleństwa panny Ewy jako Szymbartowa (reż. Henryk Lotar)
- 1965 – Wizyta starszej pani jako żona Illa (reż. M. Górkiewicz)
- 1965 – Jak smok – to smok jako Karczmarka (reż. M. Górkiewicz)
- 1965 – Andromaka jako Andromaka (reż. M. Górkiewicz)
- 1965 – Dziady jako pani Kmitowa; Dama V (reż. M. Górkiewicz)
- 1966 – Radcy pana radcy jako Eufrozyna (reż. Lech Wojciechowski)
- 1966 – Gwałtu, co się dzieje! jako Barbara (reż. Teresa Żukowska)
- 1967 – Tango jako Eleonora (reż. Jerzy Zegalski)
- 1967 – Czajka jako Paulina Andriejewna (reż. Roman Kordziński)
- 1967 – Niemcy jako Marika (reż. Bronisław Orlicz)
- 1967 – Moralność pani Dulskiej jako Juliasiewiczowa (reż. I. Ładosiówna)
- 1968 – Powrót mamy jako Diana Castor (reż. I. Ładosiówna)
- 1968 – Skąpiec jako Frozyna (reż. Zbigniew Bessert)
- 1969 – Matka Courage i jej dzieci jako Yvette Pottier (reż. Mirosław Wawrzyniak)
- 1969 – Oberżystka jako Mirandolina (reż. Z. Bessert)
- 1970 – Czerwone pantofelki jako Wytworna starsza pani (reż. Z. Bessert)
- 1970 – Skandal w Hellbergu jako Klara Nieben (reż. B. Orlicz)
- 1970 – Czarna komedia jako Clea (reż. Z. Bessert)
- 1970 – Ożenić się nie mogę jako Hermenegilda (reż. Zbigniew Mak)
- 1971 – Moja córeczka jako Sąsiadka (reż. B. Orlicz)
- 1971 – Wszyscy moi synowie jako Susie Byliss (reż. Z. Bessert)
- 1971 – Zbrodnia i kara jako Handlarka; Kobieta (reż. Z. Bessert)
- 1972 – Klub kawalerów jako Mirska (reż. Jan Kwapisz)
- 1972 – Szatan z siódmej klasy jako Gąsowska (reż. B. Orlicz)
- 1972 – Fantazy jako Hrabina Idalia (reż. Marian Szczerski)
- 1973 – Świętoszek jako Elwira (reż. S. Winter)
- 1973 – Wyzwolenie jako Muza (reż. M. Szczerski)
- 1974 – Sen nocy letniej jako Tytania (reż. M. Szczerski)
- 1974 – Niech no tylko zakwitną jabłonie (reż. Elwira Turska)
- 1974 – Moralność pani Dulskiej jako Lokatorka (reż. Matylda Krygier)
- 1974 – Klik-klak jako Kornelia (reż. Antoni Baniukiewicz), także asystentka reżysera
- 1975 – Niebieskie jelenie jako Młoda kobieta (reż. Tadeusz Pliszkiewicz)
- 1975 – Romans z wodewilu jako pani I (reż. Wojciech Jesionka)
- 1976 – Obciach jako Joanna (reż. Krystyna Meissner)
- 1976 – Dwa teatry jako pani (reż. W. Jesionka)
- 1976 – Staroświecka komedia jako Lidia Wasiliewna (reż. Andrzej Dobrowolski), także asystentka reżysera
- 1977 – Ryszard III jako Elżbieta (reż. Stanisław Wieszczycki)
- 1977 – Ania z Zielonego Wzgórza jako Maryla Cuthbert
- 1978 – Zakryjcie oczy gazet jako Matka (reż. M. Krygier)
- 1978 – Jan Maciej Karol Wścieklica jako Rozalia (reż. S. Wieszczycki)
- 1978 – Ogrodnik z Tuluzy jako pani Teophot (reż. S. Wieszczycki)
- 1979 – Egzamin jako Ekermanowa (reż. M. Krygier)
- 1979 – Tato, tato, sprawa się rypła jako Matka (reż. Ryszard Krzyszycha)
- 1980 – Wieczór Trzech Króli jako Maria (reż. Hanna Orlikowska)
- 1980 – Pastorałka jako Główny Anioł (reż. Leszek Czarnota)
- 1981 – Pan Tadeusz (reż. Bohdan Augustyniak)
- 1981 – Śluby panieńskie jako pani Dobrójska (reż. Wojciech Zeidler)
- 1982 – Poskromienie złośnicy jako Wdowa Dorota (reż. W. Zeidler)
- 1982 – Lekkomyślna siostra jako Helena (reż. Henryk Mozer)
- 1982 – Antygona (reż. Jacek Andrucki)
- 1983 – Klub kawalerów jako Dziudziulińska (reż. Józef Czernecki)
- 1983 – Powsinogi beskidzkie jako Chłopka VII (reż. W. Jesionka)
- 1984 – Porwanie Sabinek jako Profesorowa Ernestyna (reż. Józef Słotwiński)
- 1984 – Tango jako Eleonora (reż. Marek Gliński)
- 1984 – Wesele jako Gospodyni (reż. Ignacy Gogolewski)
- 1985 – Tango jako Eleonora (reż. S. Wieszczycki)
- 1986 – Kamień na kamieniu jako Matka (reż. S. Wieszczycki)
- 1986 – Oni jako Halucyna Bleichertowa (reż. W. Laskowska)
- 1987 – Ania z Zielonego Wzgórza jako Małgorzata Linde (reż. M. Gliński)

## Nagrody i odznaczenia
- 1979 – nagroda wojewody rzeszowskiego
- 1979 – Zasłużony Działacz Kultury

## Informacje dodatkowe
- Wystąpiła w jednym z odcinków serialu telewizyjnego Popielec (reż. Ryszard Ber, 1982).